# Leucomini
Tribu
Les Leucomini sont une tribu de lépidoptères de la famille des Erebidae et de la sous-famille des Lymantriinae.

## Systématique
La tribu des Leucomini a été décrite par l'entomologiste américain Augustus Radcliffe Grote en 1895.

## Liste des genres
Selon BioLib (18 février 2023) :
- Dendrophleps Hampson, 1893
- Ivela Swinhoe, 1903
- Leucoma Hübner, 1822
- Perina Walker, 1855